# Заобилазни Арчибалд
„Заобилазни Арчибалд” је југословенска телевизијска серија снимљена 1969. године у продукцији Телевизије Београд.

## Епизоде
| Сезона | Епизода | Назив                    | Датум             |
| ------ | ------- | ------------------------ | ----------------- |
| 1      | 1       | Анамнеза                 | 7.децембра 1969.  |
| 1      | 2       | Лицитација неверног срца | 14.децембра 1969. |
| 1      | 3       | Школа лепог понашања     | 21.децембра 1969. |

## Улоге
| Глумац                     | Улога                 |
| -------------------------- | --------------------- |
| Љуба Тадић                 | Арчибалд (3 еп. 1969) |
| Рахела Ферари              | (2 еп. 1969)          |
| Буда Јеремић               | (2 еп. 1969)          |
| Милан Срдоч                | (2 еп. 1969)          |
| Љубомир Убавкић            | (2 еп. 1969)          |
| Станимир Аврамовић         | (1 еп. 1969)          |
| Мира Динуловић             | (1 еп. 1969)          |
| Мирко Ђерић                | (1 еп. 1969)          |
| Љубица Голубовић           | (1 еп. 1969)          |
| Олга Ивановић              | (1 еп. 1969)          |
| Богдан Јакуш               | (1 еп. 1969)          |
| Љубица Јанићијевић         | (1 еп. 1969)          |
| Мирјана Коџић              | (1 еп. 1969)          |
| Зоран Лонгиновић           | (1 еп. 1969)          |
| Бранислав Цига Миленковић  | (1 еп. 1969)          |
| Никола Милић               | (1 еп. 1969)          |
| Драгољуб Милосављевић Гула | (1 еп. 1969)          |
| Софија Перић Нешић         | (1 еп. 1969)          |
| Бранко Петковић            | (1 еп. 1969)          |
| Јожа Рутић                 | (1 еп. 1969)          |
| Никола Симић               | (1 еп. 1969)          |
| Славко Симић               | (1 еп. 1969)          |

Комплетна ТВ екипа  ▼
| Редитељ    | Славољуб Стефановић Раваси | (3 еп. 1969) |
| Сценариста | Слободан Марковић          | (3 еп. 1969) |